# Ласло Лагош
Ласло Лагош (угор. Lahos László; 17 січня 1933, Балашадьярмат — 20 вересня 2004,) — угорський футболіст, що грав на позиції нападника.
Виступав, зокрема, за клуби «Шалготар'ян» та «Татабанья», а також національну збірну Угорщини.

## Клубна кар'єра
У дорослому футболі дебютував 1951 року виступами за команду клубу «Шалготар'ян», в якій провів три сезони, взявши участь у 49 матчах чемпіонату.
1955 року перейшов до клубу «Татабанья», за який відіграв 8 сезонів. Більшість часу, проведеного у складі «Татабаньї», був основним гравцем атакувальної ланки команди. У складі «Татабаньї» був одним з головних бомбардирів команди, маючи середню результативність на рівні 0,49 голу за гру першості. Завершив професійну кар'єру футболіста виступами за команду «Татабанья» у 1963 році.
Помер 20 вересня 2004 року на 72-му році життя.

## Виступи за збірну
1957 року дебютував у складі національної збірної Угорщини. Протягом кар'єри у національній команді, яка тривала усього 1 рік, провів у формі головної команди країни 4 товариські матчі, в яких відзначився 4-ма голами. З 1958 по 1961 роки зіграв 3 матчі (2 голи) за другий склад збірної Угорщини.
У складі збірної був учасником чемпіонату світу 1958 року у Швеції.